# 樊粹庭

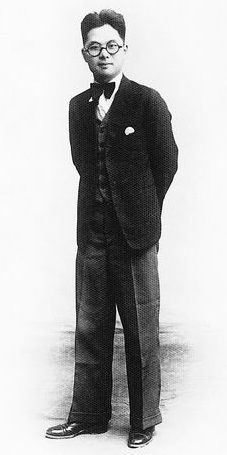

樊粹庭（1905年—1966年）本名樊郁，字萃亭，出生于河南遂平潘庄，豫剧剧作家，有“现代豫剧之父”之称，曾就读于河南大学。

## 生平
1919年至1929年，在河南留学欧美预备学校和中州大学读书，樊粹庭转入教育系学习。1929年，获得文科硕士学位后，应聘到河南民众师范学院任教，兼任河南省教育厅主办的《河南教育日报》编辑。1930年，被聘为河南省教育厅社会教育推广部主任。1934年创办豫声剧院，并担任团长，通过借鉴京剧和话剧的精髓，对豫剧进行大力改革，他对豫剧的发展有颇多贡献，使传统豫剧过渡到现代豫剧。在20余年创作的生涯中，共改编剧本多达58部。
2005年，河南大学举办樊粹庭诞辰100周年纪念活动。